# Commercial Union Assurance Grand Prix 1974
El Commercial Union Assurance Grand Prix 1974 és el circuit de tennis professional masculí de l'any 1974 organitzat per l'International Lawn Tennis Federation (ILTF). Fou la cinquena edició del circuit de tennis Grand Prix i consistia amb els torneigs de tennis reconeguts per la ILTF. Els torneigs es disputaren entre el 26 de desembre de 1973 i el 10 de desembre de 1974.

## Calendari
Taula sobre el calendari complet dels torneigs que pertanyen a la temporada 1974 del Grand Prix. També s'inclouen els vencedors dels quadres individuals i dobles de cada torneig.
| Llegenda                 |
| ------------------------ |
| Grand Slam               |
| Grand Prix Masters       |
| Grup AA                  |
| Grup A                   |
| Grup B                   |
| Grup C                   |
| Esdeveniments per equips |

| Data d'inici   | Torneig            | Superfície                       | Guanyador/s                             | Finalista/es                            |
| -------------- | ------------------ | -------------------------------- | --------------------------------------- | --------------------------------------- |
| 26 de desembre | Open d'Austràlia   | Gespa                            | Jimmy Connors                           | Phil Dent                               |
| 26 de desembre | Open d'Austràlia   | Gespa                            | Ross Case / Geoff Masters               | Syd Ball / Bob Giltinan                 |
| 6 de maig      | Florència          | Terra batuda                     | Adriano Panatta                         | Paolo Bertolucci                        |
| 6 de maig      | Florència          | Terra batuda                     | Paolo Bertolucci / Adriano Panatta      | Róbert Machán / Balázs Taróczy          |
| 13 de maig     | Múnic              | Terra batuda                     | Jürgen Fassbender                       | François Jauffret                       |
| 13 de maig     | Múnic              | Terra batuda                     | Antonio Muñoz / Manuel Orantes          | Jürgen Fassbender / Hans-Jürgen Pohmann |
| 20 de maig     | Bournemouth        | Terra batuda                     | Ilie Năstase                            | Paolo Bertolucci                        |
| 20 de maig     | Bournemouth        | Terra batuda                     | Juan Gisbert / Ilie Năstase             | Corrado Barazzutti / Paolo Bertolucci   |
| 20 de maig     | Hamburg            | Terra batuda                     | Eddie Dibbs                             | Hans-Joachim Plotz                      |
| 20 de maig     | Hamburg            | Terra batuda                     | Jürgen Fassbender / Hans-Jürgen Pohmann | Brian Gottfried / Raúl Ramírez          |
| 20 de maig     | Hamburg            | Terra batuda                     | Heide Orth / Jürgen Fassbender          | Katja Ebbinghaus / Hans-Jürgen Pohmann  |
| 27 de maig     | Roma               | Terra batuda                     | Björn Borg                              | Ilie Năstase                            |
| 27 de maig     | Roma               | Terra batuda                     | Brian Gottfried / Raúl Ramírez          | Juan Gisbert / Ilie Năstase             |
| 3 de juny      | Roland Garros      | Terra batuda                     | Björn Borg                              | Manuel Orantes                          |
| 3 de juny      | Roland Garros      | Terra batuda                     | Dick Crealy / Onny Parun                | Bob Lutz / Stan Smith                   |
| 3 de juny      | Roland Garros      | Terra batuda                     | Martina Navrátilová / Iván Molina       | Rosie Darmon / Marcello Lara            |
| 17 de juny     | Nottingham         | Gespa                            | Stan Smith                              | Alex Metreveli                          |
| 17 de juny     | Nottingham         | Gespa                            | Charlie Pasarell / Erik Van Dillen      | Bob Lutz / Stan Smith                   |
| 24 de juny     | Wimbledon          | Gespa                            | Jimmy Connors                           | Ken Rosewall                            |
| 24 de juny     | Wimbledon          | Gespa                            | John Newcombe / Tony Roche              | Bob Lutz / Stan Smith                   |
| 24 de juny     | Wimbledon          | Gespa                            | Billie Jean King / Owen Davidson        | Lesley Charles / Mike Farrell           |
| 8 de juliol    | Båstad             | Terra batuda                     | Björn Borg                              | Adriano Panatta                         |
| 8 de juliol    | Båstad             | Terra batuda                     | Paolo Bertolucci / Adriano Panatta      | Ove Bengtson / Björn Borg               |
| 8 de juliol    | Gstaad             | Terra batuda                     | Guillermo Vilas                         | Manuel Orantes                          |
| 8 de juliol    | Gstaad             | Terra batuda                     | José Higueras / Manuel Orantes          | Roy Emerson / Thomaz Koch               |
| 8 de juliol    | Dublín             | Gespa                            | Sherwood Stewart                        | Colin Dowdeswell                        |
| 8 de juliol    | Dublín             | Gespa                            | Colin Dowdeswell / John Yuill           | Lito Álvarez / Jorge Andrew             |
| 15 de juliol   | Chicago            | Moqueta                          | Stan Smith                              | Marty Riessen                           |
| 15 de juliol   | Chicago            | Moqueta                          | Tom Gorman / Marty Riessen              | Brian Gottfried / Raúl Ramírez          |
| 15 de juliol   | Kitzbühel          | Terra batuda                     | Balázs Taróczy                          | Onny Parun                              |
| 15 de juliol   | Kitzbühel          | Terra batuda                     | Iván Molina / Jairo Velasco             | František Pala / Balázs Taróczy         |
| 15 de juliol   | Hilversum          | Terra batuda                     | Guillermo Vilas                         | Barry Phillips-Moore                    |
| 15 de juliol   | Hilversum          | Terra batuda                     | Tito Vasquez / Guillermo Vilas          | Lito Álvarez / Julián Ganzabal          |
| 22 de juliol   | Washington DC      | Terra batuda                     | Harold Solomon                          | Guillermo Vilas                         |
| 22 de juliol   | Washington DC      | Terra batuda                     | Tom Gorman / Marty Riessen              | Patricio Cornejo / Jaime Fillol         |
| 29 de juliol   | Louisville         | Terra batuda                     | Guillermo Vilas                         | Jaime Fillol                            |
| 29 de juliol   | Louisville         | Terra batuda                     | Charlie Pasarell / Erik Van Dillen      | Jürgen Fassbender / Hans-Jürgen Pohmann |
| 29 de juliol   | Cincinnati         | Dura                             | Marty Riessen                           | Bob Lutz                                |
| 29 de juliol   | Cincinnati         | Dura                             | Dick Dell / Sherwood Stewart            | Jim Delaney / John Whitlinger           |
| 5 d'agost      | Indianapolis       | Terra batuda                     | Jimmy Connors                           | Björn Borg                              |
| 5 d'agost      | Indianapolis       | Terra batuda                     | Jimmy Connors / Ilie Năstase            | Jürgen Fassbender / Hans-Jürgen Pohmann |
| 5 d'agost      | Bretton Woods      | Terra batuda                     | Rod Laver                               | Harold Solomon                          |
| 5 d'agost      | Bretton Woods      | Terra batuda                     | Jeff Borowiak / Rod Laver               | Georges Goven / François Jauffret       |
| 12 d'agost     | Toronto            | Dura                             | Guillermo Vilas                         | Manuel Orantes                          |
| 12 d'agost     | Toronto            | Dura                             | Manuel Orantes / Guillermo Vilas        | Jürgen Fassbender / Hans-Jürgen Pohmann |
| 12 d'agost     | Columbus           | Dura                             | Raúl Ramírez                            | Roscoe Tanner                           |
| 12 d'agost     | Columbus           | Dura                             | Anand Amritraj / Vijay Amritraj         | Tom Gorman / Bob Lutz                   |
| 19 d'agost     | Boston             | Terra batuda                     | Björn Borg                              | Tom Okker                               |
| 19 d'agost     | Boston             | Terra batuda                     | Bob Lutz / Stan Smith                   | Marty Riessen / Hans-Jürgen Pohmann     |
| 19 d'agost     | South Orange       | Gespa                            | Alex Metreveli                          | Jimmy Connors                           |
| 19 d'agost     | South Orange       | Gespa                            | Brian Gottfried / Raúl Ramírez          | Anand Amritraj / Vijay Amritraj         |
| 19 d'agost     | Merion             | Gespa                            | John Lloyd                              | John Whitlinger                         |
| 19 d'agost     | Merion             | Gespa                            | Roy Barth / Humphrey Hose               | Mike Machette / Fred McNair             |
| 27 d'agost     | US Open            | Gespa                            | Jimmy Connors                           | Ken Rosewall                            |
| 27 d'agost     | US Open            | Gespa                            | Bob Lutz / Stan Smith                   | Patricio Cornejo / Jaime Fillol         |
| 27 d'agost     | US Open            | Gespa                            | Pam Teeguarden / Geoff Masters          | Chris Evert / Jimmy Connors             |
| 9 de setembre  | Cedar Grove        | Dura                             | Ilie Năstase                            | Juan Gisbert                            |
| 9 de setembre  | Cedar Grove        | Dura                             | Steve Siegel / Kim Warwick              | Dick Crealy / Bob Tanis                 |
| 16 de setembre | Los Angeles        | Dura                             | Jimmy Connors                           | Harold Solomon                          |
| 16 de setembre | Los Angeles        | Dura                             | Ross Case / Geoff Masters               | Brian Gottfried / Raúl Ramírez          |
| 23 de setembre | San Francisco      | Moqueta (i)                      | Ross Case                               | Arthur Ashe                             |
| 23 de setembre | San Francisco      | Moqueta (i)                      | Bob Lutz / Stan Smith                   | John Alexander / Syd Ball               |
| 30 de setembre | Maui               | Dura                             | John Newcombe                           | Roscoe Tanner                           |
| 30 de setembre | Maui               | Dura                             | Dick Stockton / Roscoe Tanner           | Owen Davidson / John Newcombe           |
| 7 d'octubre    | Madrid             | Terra batuda                     | Ilie Năstase                            | Björn Borg                              |
| 7 d'octubre    | Madrid             | Terra batuda                     | Patrice Dominguez / Antonio Muñoz       | Brian Gottfried / Raúl Ramírez          |
| 7 d'octubre    | Tòquio             |                                  | John Newcombe                           | Ken Rosewall                            |
| 7 d'octubre    | Tòquio             | Torneig no completat             |                                         |                                         |
| 14 d'octubre   | Barcelona          | Terra batuda                     | Ilie Năstase                            | Manuel Orantes                          |
| 14 d'octubre   | Barcelona          | Terra batuda                     | Juan Gisbert / Ilie Năstase             | Manuel Orantes / Guillermo Vilas        |
| 14 d'octubre   | Sydney             | Dura (i)                         | John Newcombe                           | Cliff Richey                            |
| 14 d'octubre   | Sydney             | Dura (i)                         | Ross Case / Geoff Masters               | John Newcombe / Tony Roche              |
| 21 d'octubre   | Teheran            | Terra batuda                     | Guillermo Vilas                         | Raúl Ramírez                            |
| 21 d'octubre   | Teheran            | Terra batuda                     | Manuel Orantes / Guillermo Vilas        | Brian Gottfried / Raúl Ramírez          |
| 21 d'octubre   | Christchurch       |                                  | Roscoe Tanner                           | Ray Ruffels                             |
| 21 d'octubre   | Christchurch       | Ismail El Shafei / Roscoe Tanner | Syd Ball / Ray Ruffels                  |                                         |
| 21 d'octubre   | Melbourne          | Gespa                            | Dick Stockton                           | Geoff Masters                           |
| 21 d'octubre   | Melbourne          | Gespa                            | Grover Reid / Allan Stone               | Mike Estep / Paul Kronk                 |
| 28 d'octubre   | París              | Dura (i)                         | Brian Gottfried                         | Eddie Dibbs                             |
| 28 d'octubre   | París              | Dura (i)                         | Patrice Dominguez / François Jauffret   | Brian Gottfried / Raúl Ramírez          |
| 28 d'octubre   | Jakarta            | Dura                             | Onny Parun                              | Kim Warwick                             |
| 28 d'octubre   | Jakarta            | Dura                             | Ismail El Shafei / Roscoe Tanner        | Jürgen Fassbender / Hans-Jürgen Pohmann |
| 28 d'octubre   | Viena              | Dura                             | Vitas Gerulaitis                        | Andrew Pattison                         |
| 28 d'octubre   | Viena              | Dura                             | Raymond Moore / Andrew Pattison         | Bob Hewitt / Frew McMillan              |
| 4 de novembre  | Estocolm           | Dura (i)                         | Arthur Ashe                             | Tom Okker                               |
| 4 de novembre  | Estocolm           | Dura (i)                         | Tom Okker / Marty Riessen               | Bob Hewitt / Frew McMillan              |
| 4 de novembre  | Hong Kong          | Dura                             | Torneig no completat                    | Torneig no completat                    |
| 4 de novembre  | Hong Kong          | Dura                             | Torneig no completat                    |                                         |
| 11 de novembre | Londres            | Moqueta                          | Jimmy Connors                           | Brian Gottfried                         |
| 11 de novembre | Londres            | Moqueta                          | Jimmy Connors / Ilie Năstase            | Brian Gottfried / Raúl Ramírez          |
| 11 de novembre | Bombai             | Terra batuda                     | Onny Parun                              | Tony Roche                              |
| 11 de novembre | Bombai             | Terra batuda                     | Anand Amritraj / Vijay Amritraj         | Dick Crealy / Onny Parun                |
| 11 de novembre | Manila             | Dura                             | Ismail El Shafei                        | Hans-Jürgen Pohmann                     |
| 11 de novembre | Manila             | Dura                             | Syd Ball / Ross Case                    | Mike Estep / Marcello Lara              |
| 11 de novembre | Oslo               |                                  | Jeff Borowiak                           | Karl Meiler                             |
| 11 de novembre | Oslo               | Karl Meiler / Haroon Rahim       | Jeff Borowiak / Vitas Gerulaitis        |                                         |
| 18 de novembre | Johannesburg       | Dura                             | Jimmy Connors                           | Arthur Ashe                             |
| 18 de novembre | Johannesburg       | Dura                             | Bob Hewitt / Frew McMillan              | Tom Okker / Marty Riessen               |
| 18 de novembre | Johannesburg       | Dura                             | Margaret Court / Marty Riessen          | Ilana Kloss / Jürgen Fassbender         |
| 18 de novembre | Buenos Aires       | Terra batuda                     | Guillermo Vilas                         | Manuel Orantes                          |
| 18 de novembre | Buenos Aires       | Terra batuda                     | Manuel Orantes / Guillermo Vilas        | Patricio Cornejo / Jaime Fillol         |
| 25 de novembre | Copa Davis (Final) |                                  | Sud-àfrica                              | Índia                                   |
| 10 de desembre | Melbourne          | Gespa                            | Guillermo Vilas                         | Ilie Năstase                            |

## Estadístiques
La següent taula mostra el nombre de títols aconseguits de forma individual (I), dobles (D) i dobles mixtes (X) aconseguits per cada tennista i també per països durant la temporada 1974. Els torneigs estan classificats segons la seva categoria dins el calendari Grand Prix 1974: Grand Slams, Grand Prix Masters, Grup AA, Grup A, Grup B i Grup C. L'ordre del jugadors s'ha establert a partir del nombre total de títols i llavors segons la categoria dels títols.

### Títols per tennista
| Total | Tennista            | Grand Slam | Grand Slam | Grand Slam | Grand Prix Masters | Grup AA | Grup AA | Grup A | Grup A | Grup B | Grup B | Grup C | Grup C | Resum | Resum | Resum |
| Total | Tennista            | I          | D          | X          | I                  | I       | D       | I      | D      | I      | D      | I      | D      | I     | D     | X     |
| ----- | ------------------- | ---------- | ---------- | ---------- | ------------------ | ------- | ------- | ------ | ------ | ------ | ------ | ------ | ------ | ----- | ----- | ----- |
| 11    | Guillermo Vilas     |            |            |            | 1                  | 3       | 2       | 1      | 1      | 1      |        | 1      | 1      | 7     | 4     | 0     |
| 9     | Jimmy Connors       | 3          |            |            |                    | 3       | 1       | 1      | 1      |        |        |        |        | 7     | 2     | 0     |
| 8     | Ilie Năstase        |            |            |            |                    |         | 1       | 2      | 2      | 2      | 1      |        |        | 4     | 4     | 0     |
| 5     | Stan Smith          |            | 1          |            |                    | 1       | 2       |        |        | 1      |        |        |        | 2     | 3     | 0     |
| 5     | Ross Case           |            | 1          |            |                    | 1       | 1       |        | 1      |        | 1      |        |        | 1     | 4     | 0     |
| 5     | Marty Riessen       |            |            |            |                    |         | 3(*)    |        |        |        | 1      | 1      |        | 1     | 3     | 1     |
| 5     | Manuel Orantes      |            |            |            |                    |         | 2       |        | 1      |        | 1      |        | 1      | 0     | 5     | 0     |
| 4     | Geoff Masters       |            | 1          | 1          |                    |         | 1       |        | 1      |        |        |        |        | 0     | 3     | 1     |
| 4     | Björn Borg          | 1          |            |            |                    | 2       |         |        |        | 1      |        |        |        | 4     | 0     | 0     |
| 4     | John Newcombe       |            | 1          |            |                    |         |         | 2      |        | 1      |        |        |        | 3     | 1     | 0     |
| 4     | Roscoe Tanner       |            |            |            |                    |         |         |        |        |        | 2      | 1      | 1      | 1     | 3     | 0     |
| 3     | Bob Lutz            |            | 1          |            |                    |         | 2       |        |        |        |        |        |        | 0     | 3     | 0     |
| 3     | Onny Parun          |            | 1          |            |                    |         |         |        |        | 2      |        |        |        | 2     | 1     | 0     |
| 3     | Brian Gottfried     |            |            |            |                    |         | 1       |        |        | 1      | 1      |        |        | 1     | 2     | 0     |
| 3     | Raúl Ramírez        |            |            |            |                    |         | 1       |        |        | 1      | 1      |        |        | 1     | 2     | 0     |
| 3     | Ismail El Shafei    |            |            |            |                    |         |         |        |        | 1      | 1      |        | 1      | 1     | 2     | 0     |
| 3     | Jürgen Fassbender   |            |            |            |                    |         |         |        |        |        | 2(*)   | 1      |        | 1     | 1     | 1     |
| 3     | Adriano Panatta     |            |            |            |                    |         |         |        |        |        | 1      | 1      | 1      | 1     | 2     | 0     |
| 2     | Charlie Pasarell    |            |            |            |                    |         | 2       |        |        |        |        |        |        | 0     | 2     | 0     |
| 2     | Erik Van Dillen     |            |            |            |                    |         | 2       |        |        |        |        |        |        | 0     | 2     | 0     |
| 2     | Tom Gorman          |            |            |            |                    |         | 1       |        |        |        | 1      |        |        | 0     | 2     | 0     |
| 2     | Patrice Dominguez   |            |            |            |                    |         |         |        | 1      |        | 1      |        |        | 0     | 2     | 0     |
| 2     | Juan Gisbert        |            |            |            |                    |         |         |        | 1      |        | 1      |        |        | 0     | 2     | 0     |
| 2     | Antonio Muñoz       |            |            |            |                    |         |         |        | 1      |        |        |        | 1      | 0     | 2     | 0     |
| 2     | Rod Laver           |            |            |            |                    |         |         |        |        | 1      | 1      |        |        | 1     | 1     | 0     |
| 2     | Anand Amritraj      |            |            |            |                    |         |         |        |        |        | 2      |        |        | 0     | 2     | 0     |
| 2     | Vijay Amritraj      |            |            |            |                    |         |         |        |        |        | 2      |        |        | 0     | 2     | 0     |
| 2     | Jeff Borowiak       |            |            |            |                    |         |         |        |        |        | 1      | 1      |        | 1     | 1     | 0     |
| 2     | Dick Stockton       |            |            |            |                    |         |         |        |        |        | 1      | 1      |        | 1     | 1     | 0     |
| 2     | Paolo Bertolucci    |            |            |            |                    |         |         |        |        |        | 1      |        | 1      | 0     | 2     | 0     |
| 2     | Sherwood Stewart    |            |            |            |                    |         |         |        |        |        |        | 1      | 1      | 1     | 1     | 0     |
| 1     | Dick Crealy         |            | 1          |            |                    |         |         |        |        |        |        |        |        | 0     | 1     | 0     |
| 1     | Tony Roche          |            | 1          |            |                    |         |         |        |        |        |        |        |        | 0     | 1     | 0     |
| 1     | Owen Davidson       |            |            | 1          |                    |         |         |        |        |        |        |        |        | 0     | 0     | 1     |
| 1     | Iván Molina         |            |            | 1          |                    |         |         |        |        |        |        |        |        | 0     | 0     | 1     |
| 1     | Arthur Ashe         |            |            |            |                    | 1       |         |        |        |        |        |        |        | 1     | 0     | 0     |
| 1     | Harold Solomon      |            |            |            |                    | 1       |         |        |        |        |        |        |        | 1     | 0     | 0     |
| 1     | Bob Hewitt          |            |            |            |                    |         | 1       |        |        |        |        |        |        | 0     | 1     | 0     |
| 1     | Frew McMillan       |            |            |            |                    |         | 1       |        |        |        |        |        |        | 0     | 1     | 0     |
| 1     | Tom Okker           |            |            |            |                    |         | 1       |        |        |        |        |        |        | 0     | 1     | 0     |
| 1     | Eddie Dibbs         |            |            |            |                    |         |         |        |        | 1      |        |        |        | 1     | 0     | 0     |
| 1     | Alex Metreveli      |            |            |            |                    |         |         |        |        | 1      |        |        |        | 1     | 0     | 0     |
| 1     | Syd Ball            |            |            |            |                    |         |         |        |        |        | 1      |        |        | 0     | 1     | 0     |
| 1     | José Higueras       |            |            |            |                    |         |         |        |        |        | 1      |        |        | 0     | 1     | 0     |
| 1     | François Jauffret   |            |            |            |                    |         |         |        |        |        | 1      |        |        | 0     | 1     | 0     |
| 1     | Hans-Jürgen Pohmann |            |            |            |                    |         |         |        |        |        | 1      |        |        | 0     | 1     | 0     |
| 1     | Steve Siegel        |            |            |            |                    |         |         |        |        |        | 1      |        |        | 0     | 1     | 0     |
| 1     | Kim Warwick         |            |            |            |                    |         |         |        |        |        | 1      |        |        | 0     | 1     | 0     |
| 1     | Vitas Gerulaitis    |            |            |            |                    |         |         |        |        |        |        | 1      |        | 1     | 0     | 0     |
| 1     | John Lloyd          |            |            |            |                    |         |         |        |        |        |        | 1      |        | 1     | 0     | 0     |
| 1     | Balázs Taróczy      |            |            |            |                    |         |         |        |        |        |        | 1      |        | 1     | 0     | 0     |
| 1     | Roy Barth           |            |            |            |                    |         |         |        |        |        |        |        | 1      | 0     | 1     | 0     |
| 1     | Dick Dell           |            |            |            |                    |         |         |        |        |        |        |        | 1      | 0     | 1     | 0     |
| 1     | Colin Dowdeswell    |            |            |            |                    |         |         |        |        |        |        |        | 1      | 0     | 1     | 0     |
| 1     | Humphrey Hose       |            |            |            |                    |         |         |        |        |        |        |        | 1      | 0     | 1     | 0     |
| 1     | Karl Meiler         |            |            |            |                    |         |         |        |        |        |        |        | 1      | 0     | 1     | 0     |
| 1     | Iván Molina         |            |            |            |                    |         |         |        |        |        |        |        | 1      | 0     | 1     | 0     |
| 1     | Raymond Moore       |            |            |            |                    |         |         |        |        |        |        |        | 1      | 0     | 1     | 0     |
| 1     | Andrew Pattison     |            |            |            |                    |         |         |        |        |        |        |        | 1      | 0     | 1     | 0     |
| 1     | Haroon Rahim        |            |            |            |                    |         |         |        |        |        |        |        | 1      | 0     | 1     | 0     |
| 1     | Grover Reid         |            |            |            |                    |         |         |        |        |        |        |        | 1      | 0     | 1     | 0     |
| 1     | Allan Stone         |            |            |            |                    |         |         |        |        |        |        |        | 1      | 0     | 1     | 0     |
| 1     | Tito Vasquez        |            |            |            |                    |         |         |        |        |        |        |        | 1      | 0     | 1     | 0     |
| 1     | Jairo Velasco       |            |            |            |                    |         |         |        |        |        |        |        | 1      | 0     | 1     | 0     |
| 1     | John Yuill          |            |            |            |                    |         |         |        |        |        |        |        | 1      | 0     | 1     | 0     |

### Títols per país
| Total | País                | Grand Slam | Grand Slam | Grand Slam | Grand Prix Masters | Grup AA | Grup AA | Grup A | Grup A | Grup B | Grup B | Grup C | Grup C | Resum | Resum | Resum |
| Total | País                | I          | D          | X          | I                  | I       | D       | I      | D      | I      | D      | I      | D      | I     | D     | X     |
| ----- | ------------------- | ---------- | ---------- | ---------- | ------------------ | ------- | ------- | ------ | ------ | ------ | ------ | ------ | ------ | ----- | ----- | ----- |
| 38    | Estats Units        | 3          | 1          |            |                    | 6       | 9(*)    | 1      | 1      | 3      | 6      | 6      | 4      | 19    | 20    | 1     |
| 16    | Austràlia           |            | 3          | 2          |                    | 1       | 1       | 2      | 1      | 2      | 3      |        | 1      | 5     | 9     | 2     |
| 11    | Argentina           |            |            |            | 1                  | 3       | 2       | 1      | 1      | 1      |        | 1      | 1      | 7     | 4     | 0     |
| 8     | Espanya             |            |            |            |                    |         | 2       |        | 3      |        | 2      |        | 1      | 0     | 8     | 0     |
| 8     | Romania             |            |            |            |                    |         | 1       | 2      | 2      | 2      | 1      |        |        | 4     | 4     | 0     |
| 4     | Suècia              | 1          |            |            |                    | 2       |         |        |        | 1      |        |        |        | 4     | 0     | 0     |
| 4     | Alemanya Occidental |            |            |            |                    |         |         |        |        |        | 2(*)   | 1      | 1      | 1     | 2     | 1     |
| 3     | Nova Zelanda        |            | 1          |            |                    |         |         |        |        | 2      |        |        |        | 2     | 1     | 0     |
| 3     | Mèxic               |            |            |            |                    |         | 1       |        |        | 1      | 1      |        |        | 1     | 2     | 0     |
| 3     | Sud-àfrica          |            |            |            |                    |         | 1(*)    |        |        |        |        |        | 2      | 0     | 2     | 1     |
| 3     | Egipte              |            |            |            |                    |         |         |        |        | 1      | 1      |        | 1      | 1     | 2     | 0     |
| 3     | Itàlia              |            |            |            |                    |         |         |        |        |        | 1      | 1      | 1      | 1     | 2     | 0     |
| 2     | Colòmbia            |            |            | 1          |                    |         |         |        |        |        |        |        | 1      | 0     | 1     | 1     |
| 2     | França              |            |            |            |                    |         |         |        | 1      |        | 1      |        |        | 0     | 2     | 0     |
| 2     | Índia               |            |            |            |                    |         |         |        |        |        | 2      |        |        | 0     | 2     | 0     |
| 2     | Rhodesia            |            |            |            |                    |         |         |        |        |        |        |        | 2      | 0     | 2     | 0     |
| 1     | Països Baixos       |            |            |            |                    |         | 1       |        |        |        |        |        |        | 0     | 1     | 0     |
| 1     | Unió Soviètica      |            |            |            |                    |         |         |        |        | 1      |        |        |        | 1     | 0     | 0     |
| 1     | Hongria             |            |            |            |                    |         |         |        |        |        |        | 1      |        | 1     | 0     | 0     |
| 1     | Regne Unit          |            |            |            |                    |         |         |        |        |        |        | 1      |        | 1     | 0     | 0     |
| 1     | Pakistan            |            |            |            |                    |         |         |        |        |        |        |        | 1      | 0     | 1     | 0     |
| 1     | Veneçuela           |            |            |            |                    |         |         |        |        |        |        |        | 1      | 0     | 1     | 0     |

- (*) Títol de dobles mixtos.

## Rànquings

### Individuals
| Rànquing individual ATP 1974 | Rànquing individual ATP 1974 | Rànquing individual ATP 1974 | Rànquing individual ATP 1974 | Rànquing individual ATP 1974 | Rànquing individual ATP 1974 |
| Pos.                         | Tennista                     | Punts                        | Torneigs                     | Ant.                         | Mov.                         |
| ---------------------------- | ---------------------------- | ---------------------------- | ---------------------------- | ---------------------------- | ---------------------------- |
| 1                            | Jimmy Connors                |                              |                              | 3                            | 2                            |
| 2                            | John Newcombe                |                              |                              | 2                            | =                            |
| 3                            | Björn Borg                   |                              |                              | 18                           | 15                           |
| 4                            | Rod Laver                    |                              |                              | 8                            | 4                            |
| 5                            | Guillermo Vilas              |                              |                              | 31                           | 26                           |
| 6                            | Tom Okker                    |                              |                              | 4                            | 2                            |
| 7                            | Arthur Ashe                  |                              |                              | 10                           | 3                            |
| 8                            | Stan Smith                   |                              |                              | 5                            | 3                            |
| 9                            | Ken Rosewall                 |                              |                              | 6                            | 3                            |
| 10                           | Ilie Năstase                 |                              |                              | 1                            | 9                            |
| 11                           | Manuel Orantes               |                              |                              | 7                            | 4                            |
| 12                           | Marty Riessen                |                              |                              | 13                           | 1                            |
| 13                           | Alex Metreveli               |                              |                              | 34                           | 21                           |
| 14                           | Roscoe Tanner                |                              |                              | 24                           | 10                           |
| 15                           | Dick Stockton                |                              |                              | 27                           | 12                           |
| 16                           | Harold Solomon               |                              |                              | 59                           | 43                           |
| 17                           | Jan Kodeš                    |                              |                              | 9                            | 8                            |
| 18                           | Cliff Drysdale               |                              |                              | 23                           | 5                            |
| 19                           | Raúl Ramírez                 |                              |                              | 26                           | 7                            |
| 20                           | François Jauffret            |                              |                              | 45                           | 25                           |

## Distribució de punts
| Categoria  | G   | F  | SF | QF | R16 | R32 | R64 |
| Grand Slam | 120 | 90 | 60 | 30 | 15  | 7   | 3   |
| Grup AA    | 80  | 60 | 40 | 20 | 10  | 5   | −   |
| Grup A     | 60  | 45 | 30 | 15 | 7   | 3   | −   |
| Grup B     | 40  | 30 | 20 | 10 | 5   | −   | −   |
| Grup C     | 20  | 15 | 10 | 5  | 3   | −   | −   |